# Ильин, Николай Ильич
Николай Ильич (Иванович) Ильин (1895 — 1938) — член Военного совета ВМС РККА, корпусной комиссар (1935).

## Биография
Родился в русской семье крестьянина. Окончил два класса гимназии, получив низшее образование. До призыва в армию работал конторщиком, с 1915 служил в царской армии до 1918 рядовым солдатом, участник Первой мировой войны. Последний чин в старой армии — рядовой.
В Красной армии по партийной мобилизации с мая 1919, участник Гражданской войны, находился на должностях политического состава в войсках Восточного фронта и 5-й отдельной армии. До марта 1923 состоял в распоряжении политического управления 5-й Краснознамённой армии. С марта 1923 начальник политического отдела 36-й стрелковой дивизии.
С января 1925 военком, с мая 1926 помощник командира 19-го стрелкового корпуса по политической части. В 1926—1927 слушатель Курсов усовершенствования высшего политсостава при Военно-политической академии имени Н. Г. Толмачёва. С сентября 1927 помощник командира 9-го стрелкового корпуса по политической части. С мая 1929 старший инспектор 1-го отдела Политуправления РККА. С ноября 1930 заместитель начальника того же отдела Политического управления РККА. С июня 1931 по май 1933 заместитель начальника политуправления Приволжского военного округа. С мая 1933 начальник отдела по работе в мотомеханизированных частях Политуправления РККА. С марта 1936 помощник начальника Морских сил РККА по политической части. С мая 1937 член Военного совета Краснознамённого Балтийского флота. Также в 1937 являлся членом Военного совета при народном комиссаре обороны СССР. С июля того же года член Военного совета Управления морских сил РККА. В сентябре 1937 зачислен в распоряжение Управления по командно-начальствующему составу РККА.
Проживал в Москве в гостинице Центрального дома Красной армии (ныне гостиница «Славянка»), в комнате № 59. Арестован 20 декабря 1937. Приговорён ВКВС СССР 3 апреля 1938 по обвинению в участии в военно-фашистском заговоре. Расстрелян в день вынесения обвинительного приговора. Определением Военной коллегии Верховного суда СССР от 19 июня 1957 посмертно реабилитирован.